# Here, There and Everywhere
Here, There and Everywhere is een ballad uitgebracht op het album Revolver van de Britse popgroep The Beatles. Het lied staat, zoals gebruikelijk bij The Beatles, op naam van het schrijversduo Lennon-McCartney, maar is voornamelijk geschreven door Paul McCartney. Zowel Paul McCartney als John Lennon beschouwen Here, There and Everywhere als een van hun beste nummers.

## Achtergrond
Here, There and Everywhere werd door McCartney geschreven aan het zwembad van John Lennons huis in Weybridge. McCartney en Lennon hadden afgesproken om die dag samen nummers te schrijven, maar Lennon was nog niet wakker toen McCartney arriveerde. Omdat het een mooie zomerdag was ging hij bij het zwembad zitten en begon alvast te werken aan een nieuw lied. 

I sat out by the pool on one of the sun chairs with my guitar and started strumming in E, and soon I had a few chords, and I think by the time he'd woken up, I had pretty much written the song, so we took it indoors and finished it up.
— Paul McCartney (1997)

 Volgens McCartney kreeg hij wel wat hulp van Lennon bij het schrijven van het lied. McCartney is trots op de tekstuele structuur van het lied omdat elk couplet begint met een woord uit de titel.

## Opnamen
Het opnemen van Here, There and Everywhere duurde drie dagen en vond plaats in de Abbey Road Studios in Londen op 14, 16 en 17 juni 1966. Op 14 juni namen The Beatles vier takes van het nummer op. Alleen de vierde take was compleet en bevatte instrumentatie en zang. Het betrof de achtergrondharmonieën gezongen door John Lennon, Paul McCartney en George Harrison. Producer George Martin hielp bij het componeren en perfectioneren van deze harmonieën: 

The harmonies on that are very simple, just basic triads which the boys hummed behind and found very easy to do. There's nothing clever, no counterpoint, just moving block harmonies. Very simple to do ... but very effective.
— George Martin (1989)

 Op 16 juni vervolgden The Beatles de opnamen van het lied. Die dag namen ze nog 13 takes van het lied en een aantal overdubs op. Deze overdubs bestonden uit nog meer harmonieën, McCartneys hoofdstem en basgitaar. Op 17 juni werd ten slotte door McCartney een tweede hoofdstem aan het lied toegevoegd.

## Credits
- Paul McCartney - zang, basgitaar
- John Lennon - achtergrondzang
- George Harrison - gitaar, achtergrondzang
- Ringo Starr - drums

## NPO Radio 2 Top 2000
Here, There and Everywhere stond tussen 1999 en 2018 genoteerd in de Radio 2 Top 2000. In 2004 bereikte het lied de tot nu toe hoogste positie: 681.

| Nummer met noteringen in de NPO Radio 2 Top 2000 | '99 | '00  | '01 | '02  | '03 | '04 | '05 | '06 | '07 | '08 | '09 | '10 | '11  | '12  | '13  | '14  | '15  | '16  | '17  | '18  | '19-'23 | '24  |
| ------------------------------------------------ | --- | ---- | --- | ---- | --- | --- | --- | --- | --- | --- | --- | --- | ---- | ---- | ---- | ---- | ---- | ---- | ---- | ---- | ------- | ---- |
| Here, There and Everywhere                       | 726 | 1028 | 685 | 1007 | 709 | 681 | 810 | 807 | 726 | 733 | 866 | 755 | 1026 | 1309 | 1060 | 1365 | 1462 | 1874 | 1807 | 1901 | -       | 1883 |

1. ↑  Een '-' betekent dat het nummer niet was genoteerd en een vetgedrukt getal geeft de hoogste notering aan.